# Список штатів США
Штат США (англ. U.S. state) — одна з 50-ти складових адміністративно-політичних одиниць, чий суверенітет поділяється з федеральним урядом Сполучених Штатів. Через поділ суверенітету між американським штатом і федеральним урядом США, американець є одночасно як громадянином федеральної республіки, так і штату його проживання. Для добровільного переміщення між штатами не потрібний дозвіл, тоді як екстрадиція з одного штату до іншого вимагає юридичної процедури. При цьому за Конституцією США громадянам кожного штату надають усі привілеї і пільги громадян інших штатів.

## Список штатів США
| Назва             | Оригінальна назва                                      | Код USPS | Прапор | Попередні утворення                                                     | Дата набуття статусу штату | Площа     | Населення  | Столиця         | Найбільше місто     |
| ----------------- | ------------------------------------------------------ | -------- | ------ | ----------------------------------------------------------------------- | -------------------------- | --------- | ---------- | --------------- | ------------------- |
| Айдахо            | англ. State of Idaho                                   | US-ID    | size   | територія Айдахо                                                        | 3 липня 1890               | 216 632   | 1 567 582  | Бойсі           | Бойсі               |
| Айова             | англ. State of Iowa                                    | US-IA    | size   | територія Айова                                                         | 28 грудня 1846             | 145 743   | 3 046 355  | Де-Мойн         | Де-Мойн             |
| Алабама           | англ. State of Alabama                                 | US-AL    | size   | територія Алабама                                                       | 14 грудня 1819             | 135 765   | 4 779 736  | Монтгомері      | Бірмінгем (Алабама) |
| Аляска            | англ. State of Alaska                                  | US-AK    | size   | територія Аляска                                                        | 3 січня 1959               | 1 717 854 | 710 231    | Джуно           | Анкоридж            |
| Аризона           | англ. State of Arizona                                 | US-AZ    | size   | територія Аризона                                                       | 14 лютого 1912             | 295 254   | 6 392 017  | Фінікс          | Фінікс              |
| Арканзас          | англ. State of Arkansas                                | US-AR    | size   | територія Арканзас                                                      | 15 червня 1836             | 137 002   | 2 915 918  | Літл-Рок        | Літл-Рок            |
| Вайомінг          | англ. State of Wyoming                                 | US-WY    | size   | територія Вайомінг                                                      | 10 липня 1890              | 253 348   | 563 626    | Шаєнн           | Шаєнн               |
| Вашингтон         | англ. State of Washington                              | US-WA    | size   | територія Вашингтон                                                     | 11 листопада 1889          | 184 827   | 6 724 540  | Олімпія         | Сіетл               |
| Вермонт           | англ. State of Vermont                                 | US-VT    | size   | провінція Нью-Йорк і Нью-Гемпшир Грант (під питанням), (штат засновник) | 4 березня 1791             | 24 923    | 625 741    | Монтпілієр      | Берлінгтон          |
| Вірджинія         | англ. Commonwealth of Virginia                         | US-VA    | size   | Вірджинія Колонія (штат засновник)                                      | 25 червня 1788             | 110 785   | 8 001 024  | Ричмонд         | Вірджинія-Біч       |
| Вісконсин         | англ. State of Wisconsin                               | US-WI    | size   | територія Вісконсин                                                     | 29 травня 1848             | 169 639   | 5 686 986  | Медісон         | Мілвокі             |
| Гаваї             | гав. Moku`a-ina o Hawai`i, англ. State of Hawaii       | US-HI    | size   | Гавайське королівство,Республіка Гаваї, територія Гаваї                 | 21 серпня 1959             | 28 311    | 1 360 301  | Гонолулу        | Гонолулу            |
| Делавер           | англ. State of Delaware                                | US-DE    | size   | Нижчі графства Делавару (штат засновник)                                | 7 грудня 1787              | 6,452     | 897 934    | Довер           | Вілмінгтон          |
| Джорджія          | англ. State of Georgia                                 | US-GA    | size   | провінція Джорджія (штат засновник)                                     | 2 січня 1788               | 153 909   | 9 687 653  | Атланта         | Атланта             |
| Західна Вірджинія | англ. State of West Virginia                           | US-WV    | size   | Відокремлений від                                                       | 20 червня 1863             | 62 755    | 1 852 994  | Чарлстон        | Чарлстон            |
| Іллінойс          | англ. State of Illinois                                | US-IL    | size   | територія Іллінойс                                                      | 3 грудня 1818              | 141 998   | 12 830 632 | Спрингфілд      | Чикаго              |
| Індіана           | англ. State of Indiana                                 | US-IN    | size   | територія Індіана                                                       | 11 грудня 1816             | 94 321    | 6 483 802  | Індіанаполіс    | Індіанаполіс        |
| Каліфорнія        | англ. State of California                              | US-CA    | size   | республіка Каліфорнія                                                   | 9 вересня 1850             | 423 970   | 37 253 956 | Сакраменто      | Лос-Анджелес        |
| Канзас            | англ. State of Kansas                                  | US-KS    | size   | територія Канзас                                                        | 29 січня 1861              | 213 096   | 2 853 118  | Топіка          | Вічита              |
| Кентуккі          | англ. Commonwealth of Kentucky                         | US-KY    | size   | Кентуккі графство                                                       | 1 червня 1792              | 104 659   | 4 339 367  | Франкфорт       | Луїсвілл            |
| Колорадо          | англ. State of Colorado                                | US-CO    | size   | територія Колорадо                                                      | 1 серпня 1876              | 269 837   | 5 029 196  | Денвер          | Денвер              |
| Коннектикут       | англ. State of Connecticut                             | US-CT    | size   | Коннектикут колонія (штат засновник)                                    | 9 січня 1788               | 14 356    | 3 574 097  | Гартфорд        | Бриджпорт           |
| Луїзіана          | фр. État de Louisiane, англ. State of Louisiana        | US-LA    | size   | територія Орлеан                                                        | 30 квітня 1812             | 135 382   | 4 533 372  | Батон-Руж       | Новий Орлеан        |
| Массачусетс       | англ. Commonwealth of Massachusetts                    | US-MA    | size   | провінція Массачусетська затока (штат засновник)                        | 6 лютого 1788              | 27 336    | 6 547 629  | Бостон          | Бостон              |
| Мен               | англ. State of Maine                                   | US-ME    | size   | штат Массачусетс                                                        | 15 березня 1820            | 91 646    | 1 328 361  | Огаста          | Портленд            |
| Меріленд          | англ. State of Maryland                                | US-MD    | size   | провінція Меріленд (штат засновник)                                     | 28 квітня 1788             | 32 133    | 5 773 552  | Аннаполіс       | Балтимор            |
| Міннесота         | англ. State of Minnesota                               | US-MN    | size   | територія Міннесота                                                     | 11 травня 1858             | 225 181   | 5 303 925  | Сент-Пол        | Міннеаполіс         |
| Міссісіпі         | англ. State of Mississippi                             | US-MS    | size   | територія Міссісіпі                                                     | 10 грудня 1817             | 125 443   | 2 967 297  | Джексон         | Джексон             |
| Міссурі           | англ. State of Missouri                                | US-MO    | size   | територія Міссурі                                                       | 10 серпня 1821             | 180 533   | 5 988 927  | Джефферсон-Сіті | Канзас-Сіті         |
| Мічиган           | англ. State of Michigan                                | US-MI    | size   | територія Мічиган                                                       | 26 січня 1837              | 253 793   | 9 883 640  | Лансинг         | Детройт             |
| Монтана           | англ. State of Montana                                 | US-MT    | size   | територія Монтана                                                       | 8 листопада 1889           | 381 156   | 989 415    | Гелена          | Біллінгс            |
| Небраска          | англ. State of Nebraska                                | US-NE    | size   | територія Небраска                                                      | 1 березня 1867             | 200 520   | 1 826 341  | Лінкольн        | Омаха               |
| Невада            | англ. State of Nevada                                  | US-NV    | size   | територія Невада                                                        | 31 жовтня 1864             | 286 367   | 2 700 551  | Карсон-Сіті     | Лас-Вегас           |
| Нью-Йорк          | англ. State of New York                                | US-NY    | size   | провінція Нью-Йорк (штат засновник)                                     | 26 липня 1788              | 141 299   | 19 378 102 | Олбані          | Нью-Йорк            |
| Нью-Гемпшир       | англ. State of New Hampshire                           | US-NH    | size   | провінція Нью-Гемпшир (штат засновник)                                  | 21 червня 1788             | 24 217    | 1 316 470  | Конкорд         | Манчестер           |
| Нью-Джерсі        | англ. State of New Jersey                              | US-NJ    | size   | провінція Нью-Джерсі (штат засновник)                                   | 18 грудня 1787             | 22 608    | 8 791 894  | Трентон         | Ньюарк              |
| Нью-Мексико       | ісп. Estado de Nuevo México, англ. State of New Mexico | US-NM    | size   | територія Нью-Мексико                                                   | 6 січня 1912               | 315 194   | 2 059 179  | Санта-Фе        | Альбукерке          |
| Огайо             | англ. State of Ohio                                    | US-OH    | size   | Північно-західна територія                                              | 1 березня 1803             | 116 096   | 11 536 504 | Колумбус        | Колумбус            |
| Оклахома          | англ. State of Oklahoma                                | US-OK    | size   | територія Оклахома і Індіанська територія                               | 16 листопада 1907          | 181 195   | 3 751 351  | Оклахома-Сіті   | Оклахома-Сіті       |
| Орегон            | англ. State of Oregon                                  | US-OR    | size   | територія Орегон                                                        | 14 лютого 1859             | 255 026   | 3 831 074  | Сейлем          | Портленд            |
| Пенсільванія      | англ. Commonwealth of Pennsylvania                     | US-PA    | size   | провінція Пенсильванія (штат засновник)                                 | 12 грудня 1787             | 119 283   | 12 702 379 | Гаррісберг      | Філадельфія         |
| Південна Дакота   | англ. State of South Dakota                            | US-SD    | size   | територія Дакота                                                        | 2 листопада 1889           | 199 905   | 814 180    | Пірр            | Су-Фолс             |
| Південна Кароліна | англ. State of South Carolina                          | US-SC    | size   | провінція Пд. Кароліна (штат засновник)                                 | 23 травня 1788             | 82 931    | 4 625 364  | Колумбія        | Колумбія            |
| Північна Дакота   | англ. State of North Dakota                            | US-ND    | size   | територія Дакота                                                        | 2 листопада 1889           | 183 272   | 672 591    | Бісмарк         | Фарґо               |
| Північна Кароліна | англ. State of North Carolina                          | US-NC    | size   | провінція Північна Кароліна (штат засновник)                            | 21 листопада 1789          | 139 509   | 9 535 483  | Ралі            | Шарлотт             |
| Род-Айленд        | англ. State of Rhode Island and Providence Plantations | US-RI    | size   | Колонія Род-Айленд і плантації Провидіння (штат засновник)              | 29 травня 1790             | 3,140     | 1 052 567  | Провіденс       | Провіденс           |
| Теннессі          | англ. State of Tennessee                               | US-TN    | size   | провінція Пн. Кароліна, Південно-західна територія                      | 1 червня 1796              | 109 247   | 6 346 105  | Нашвілл         | Мемфіс              |
| Техас             | англ. State of Texas                                   | US-TX    | size   | республіка Техас                                                        | 29 грудня 1845             | 696 241   | 25 145 561 | Остін           | Х'юстон             |
| Флорида           | англ. State of Florida                                 | US-FL    | size   | територія Флорида                                                       | 3 березня 1845             | 170 304   | 18 801 310 | Таллахассі      | Джексонвілл         |
| Юта               | англ. State of Utah                                    | US-UT    | size   | територія Юта                                                           | 4 січня 1896               | 219 887   | 2 763 885  | Солт-Лейк-Сіті  | Солт-Лейк-Сіті      |